# 沙河营乡
沙河营乡，是中华人民共和国辽宁省葫芦岛市连山区下辖的一个乡镇级行政单位。

## 行政区划
沙河营乡下辖以下地区：
沙河营村、喂牛场村、地藏寺村、黄土坎村、邢屯村、苏家屯村、石灰窑村、金水村、南王屯村、钟赵屯村、马道村、乌朝屯村、东官沟村和上坡子村。